# 明日なき十代
『明日なき十代』（The Young Savages）は1961年のアメリカ合衆国の映画。ジョン・フランケンハイマーが監督し、バート・ランカスターが主演する犯罪ドラマ映画。エヴァン・ハンターの小説を原作としている。
フランケンハイマー監督が注目を浴びるきっかけになった作品と評されることがある。

## キャスト
※括弧内は日本語吹替（初回放送1970年1月18日『日曜洋画劇場』）
- ハンク・ベル：バート・ランカスター（久松保夫）
- カリン・ベル：ダイナ・メリル
- R・ダニエル・コール：エドワード・アンドリュース（宮川洋一）
- メアリー・ディペース：シェリー・ウィンタース
- ランドルフ：ラリー・ゲイツ
- ガンダーソン刑事：テリー・サバラス（小林清志）
- ルイーザ・エスカランテ：ピラー・スーラット
- ジェニー・ベル：ロバータ・ショア
- ウォルシュ博士：ミルトン・セルツァー
- バートン：デビッド・J・スチュワート
- アーサー・リアドン：ジョン・デイビス・チャンドラー

## スタッフ
- 監督：ジョン・フランケンハイマー
- 製作：パット・デュガン
- 製作総指揮：ハロルド・ヘクト
- 原作：エヴァン・ハンター
- 脚本：エドワード・アンハルト、J・P・ミラー
- 撮影：ライオネル・リンドン
- 編集：エダ・ウォレン
- 音楽：デヴィッド・アムラム